# Schizostachyum atrocingulare
Schizostachyum atrocingulare là một loài thực vật có hoa trong họ Hòa thảo. Loài này được Widjaja miêu tả khoa học đầu tiên năm 1997.